# Maroneia - Spilaiο
Maroneia - Spilaiο este o arie protejată (arie specială de conservare — SAC, sit de importanță comunitară — SCI) din Grecia întinsă pe o suprafață de 2,82 ha, integral pe uscat.

## Localizare
Centrul sitului Maroneia - Spilaiο este situat la coordonatele 40°55′58″N 25°30′11″E / 40.932676°N 25.502938°E.

## Înființare
Situl Maroneia - Spilaiο a fost declarat sit de importanță comunitară în august 1996 pentru a proteja un număr necunoscut de specii din flora spontană și fauna sălbatică aflate în arealul zonei. Situl a fost protejat și ca arie specială de conservare în martie 2011.

## Biodiversitate
Situată în ecoregiunea mediteraneană, aria protejată conține 1 habitat natural: Peșteri inaccesibile publicului.
La baza desemnării sitului se află un număr nedeclarat de specii protejate.
Pe lângă speciile protejate, pe teritoriul sitului au mai fost identificate 3 specii de mamifere.